# Resolució 554 del Consell de Seguretat de les Nacions Unides
La Resolució 554 del Consell de Seguretat de les Nacions Unides, aprovada el 17 d'agost de 1984 després de recordar la resolució 473 (1980), el Consell va condemnar les eleccions generals de 1984 a Sud-àfrica i l'adopció de la Constitució de Sud-àfrica de 1983.
El Consell va declarar que la constitució era contrària la Carta de les Nacions Unides i va declarar que les eleccions i la constitució eren nul·les, ja que això reforçaria encara més el govern de les minories del país. La resolució també va instar els Estats membres i les organitzacions internacionals a no concedir el reconeixement a les eleccions, afirmant que l'erradicació total de l'apartheid i l'establiment de la democràcia a Sud-àfrica conduiria a una solució justa i duradora a la "situació explosiva" al país.
La resolució, que va exigir al Secretari General de les Nacions Unides que vigilés la seva implementació, va ser aprovada per 13 vots contra cap, mentre que el Regne Unit i els Estats Units es van abstenir en la votació.